# Sphenocassis incisicollis
Sphenocassis incisicollis là một loài bọ cánh cứng trong họ Chrysomelidae. Loài này được Spaeth miêu tả khoa học năm 1911.